# 相星
相星（あいぼし）は、相撲用語で、その場所の成績が同点であることを言う。

## 解説
特に、本場所の優勝争いに於いて、千秋楽での直接対決で勝った方が優勝という取組などで「相星決戦」などのように使われることが多い。優勝力士と相星で、優勝決定戦で敗退したり、決定戦制度以前の上位者優勝のために優勝を逃した力士も、「優勝同点」として番付編成上や記録上の配慮がなされる場合が多い。
1938年5月場所の千秋楽では、武藏山武と男女ノ川登三の両横綱が6勝6敗同士で対決（この場所は十三日制）、武藏山が勝って男女ノ川の負け越しとなった。横綱同士の「勝ち越しをかけた」千秋楽相星決戦は史上この一例のみである。
現在では取り直しや不戦勝の制度などもあって、引き分けや預り、無勝負、相手の休場による休みをまじえての相星という例はほとんどないが、優勝制度成立以前の場所で例えば、
- 大関7勝1敗2分
- 関脇8勝2敗
- 小結6勝1分1預2休

といた場合に、誰を優勝者（優勝相当成績）と見るかなどは意見の分かれるところとなる。このような状況では『8勝している関脇が当然優勝だ』という見方もあれば、『勝ち越し6点は同成績であるから番付上位の大関が優勝である』とする意見、『6勝土つかずの小結を上に見るべきだ』とする意見もある。
ただ、個人優勝掲額制度の最初の場所である明治42年(1909年)6月場所で、大関太刀山峰右エ門が8勝2敗、平幕高見山酉之助が7勝3分で、高見山の勝ち越し7点が優先されたという実例から考えれば、実際には勝ち越し点数が優先されたと考えるべきである。現在でも、力士褒賞金の算定が勝ち越し点数であることも、その参考とすべきである。

## 過去に大相撲で行われた千秋楽相星決戦
1958年1月場所から大相撲は現行の年6場所、1場所15日制になった。それ以降に行われた優勝をかけた千秋楽相星決戦は以下の41の取組である。脚注のない限り、すべて結びの一番である。
なお、十両での千秋楽相星決戦は平成以降、2002年11月場所の春日王 - 朝赤龍戦、2007年3月場所の里山 - 豪栄道戦、2008年7月場所の北太樹 - 武州山戦、2012年11月場所の佐田の富士 - 栃乃若戦、2013年5月場所の琴勇輝 - 德勝龍戦、2015年5月場所の鏡桜 - 英乃海戦、2017年5月場所の錦木 - 安美錦戦の7例がある。
幕下以下ではスイス式トーナメント制を採用しているため、6連勝の力士が複数人現れた場合、同部屋や兄弟など4親等以内の力士でない限り7番相撲は必ず相星決戦となる（6連勝の力士を十両昇進が懸かる力士と当てるなど、まれに例外あり。序ノ口は人数が少ないため6連勝の力士が1人のみとなることが多く、相星決戦は滅多に発生しない）。幕下以下における6戦全勝同士の取組は概ね13日目に行われる。
一覧表
2024年11月場所終了現在（リンク先の力士は初対戦の1回のみ）
| 場所           | 番付       | 勝者       | 決まり手   | 敗者力士の番付 | 敗者       | 勝者力士の成績 | 備考 |
| -------------- | ---------- | ---------- | ---------- | -------------- | ---------- | -------------- | --- |
| 1958年7月場所  | 東張出横綱 | 若乃花     | 上手投げ   | 東横綱         | 栃錦       | 13勝2敗        | |
| 1960年3月場所  | 東張出横綱 | 若乃花     | 寄り切り   | 東横綱         | 栃錦       | 15戦全勝       | 全勝同士の相星決戦                                                                                                 |
| 1961年1月場所  | 西大関     | 柏戸       | 下手投げ   | 西張出大関     | 琴ヶ濱     | 13勝2敗        | [ 1 ] |
| 1961年7月場所  | 東大関     | 大鵬       | 寄り倒し   | 西横綱         | 朝潮       | 13勝2敗        | |
| 1963年9月場所  | 西横綱     | 柏戸       | 寄り切り   | 東横綱         | 大鵬       | 15戦全勝       | 全勝同士の相星決戦                                                                                                 |
| 1964年3月場所  | 東横綱     | 大鵬       | 掬い投げ   | 西横綱         | 柏戸       | 15戦全勝       | 全勝同士の相星決戦                                                                                                 |
| 1964年11月場所 | 東横綱     | 大鵬       | 下手投げ   | 東大関         | 佐田の山   | 14勝1敗        | |
| 1965年7月場所  | 西横綱     | 大鵬       | 押し倒し   | 東横綱         | 佐田の山   | 13勝2敗        | |
| 1976年1月場所  | 東横綱     | 北の湖     | 寄り切り   | 西横綱         | 輪島       | 13勝2敗        | |
| 1976年11月場所 | 西横綱     | 北の湖     | 寄り切り   | 東横綱         | 輪島       | 14勝1敗        | |
| 1977年1月場所  | 西横綱     | 輪島       | 浴びせ倒し | 東横綱         | 北の湖     | 13勝2敗        | |
| 1977年11月場所 | 西横綱     | 輪島       | 切り返し   | 東横綱         | 北の湖     | 14勝1敗        | |
| 1981年5月場所  | 東横綱     | 北の湖     | 吊り出し   | 東大関         | 千代の富士 | 14勝1敗        | |
| 1981年7月場所  | 東大関     | 千代の富士 | 寄り切り   | 東横綱         | 北の湖     | 14勝1敗        | |
| 1982年1月場所  | 西横綱大関 | 北の湖     | 吊り出し   | 東横綱         | 千代の富士 | 13勝2敗        | |
| 1983年7月場所  | 東大関     | 隆の里     | 寄り切り   | 東横綱         | 千代の富士 | 14勝1敗        | |
| 1983年9月場所  | 西横綱     | 隆の里     | 吊り出し   | 東横綱         | 千代の富士 | 15戦全勝       | 全勝同士の相星決戦                                                                                                 |
| 1983年11月場所 | 西横綱     | 千代の富士 | 寄り切り   | 東横綱         | 隆の里     | 14勝1敗        | |
| 1984年1月場所  | 西横綱     | 隆の里     | 吊り出し   | 東横綱         | 千代の富士 | 13勝2敗        | |
| 1985年3月場所  | 東張出大関 | 朝潮       | 寄り倒し   | 西大関         | 若嶋津     | 13勝2敗        | [ 1 ] |
| 1986年5月場所  | 東横綱     | 千代の富士 | 寄り切り   | 東大関         | 北尾       | 13勝2敗        | |
| 1986年11月場所 | 東横綱     | 千代の富士 | 寄り切り   | 西横綱         | 双羽黒     | 13勝2敗        | 昭和最後の相星決戦                                                                                                 |
| 1990年9月場所  | 東張出横綱 | 北勝海     | 押し出し   | 西横綱         | 旭富士     | 14勝1敗        | 平成最初の相星決戦                                                                                                 |
| 1992年3月場所  | 東大関     | 小錦       | 寄り倒し   | 西大関         | 霧島       | 13勝2敗        | [ 3 ] |
| 1993年5月場所  | 東大関     | 貴ノ花     | 寄り切り   | 東横綱         | 曙         | 14勝1敗        | |
| 1995年3月場所  | 西横綱     | 曙         | 寄り切り   | 東横綱         | 貴乃花     | 14勝1敗        | |
| 1995年5月場所  | 西横綱     | 貴乃花     | 寄り切り   | 東横綱         | 曙         | 14勝1敗        | |
| 1996年7月場所  | 東横綱     | 貴乃花     | 寄り倒し   | 西横綱         | 曙         | 13勝2敗        | [ 5 ] |
| 1997年7月場所  | 東横綱     | 貴乃花     | 上手投げ   | 西横綱         | 曙         | 13勝2敗        | |
| 1999年3月場所  | 東大関     | 武蔵丸     | 寄り切り   | 西大関         | 貴ノ浪     | 13勝2敗        | |
| 1999年11月場所 | 東横綱     | 武蔵丸     | 掬い投げ   | 西横綱         | 貴乃花     | 12勝3敗        | |
| 2002年9月場所  | 東横綱     | 武蔵丸     | 寄り切り   | 西横綱         | 貴乃花     | 13勝2敗        | |
| 2003年7月場所  | 東大関     | 魁皇       | 押し出し   | 西大関         | 千代大海   | 12勝3敗        | |
| 2003年11月場所 | 西大関     | 栃東       | 押し出し   | 東横綱         | 朝青龍     | 13勝2敗        | |
| 2008年1月場所  | 東横綱     | 白鵬       | 上手投げ   | 西横綱         | 朝青龍     | 14勝1敗        | |
| 2008年3月場所  | 西横綱     | 朝青龍     | 小手投げ   | 東横綱         | 白鵬       | 13勝2敗        | |
| 2012年7月場所  | 西大関2    | 日馬富士   | 寄り切り   | 東横綱         | 白鵬       | 15戦全勝       | （平成唯一の）全勝同士の相星決戦                                                                                   |
| 2013年11月場所 | 西横綱     | 日馬富士   | 寄り切り   | 東横綱         | 白鵬       | 14勝1敗        | 平成最後の相星決戦（平成では16取組であった）                                                                       |
| 2020年3月場所  | 東横綱     | 白鵬       | 寄り切り   | 西横綱大関     | 鶴竜       | 13勝2敗        | 無観客試合で開催/令和最初                                                                                          |
| 2021年7月場所  | 東横綱     | 白鵬       | 小手投げ   | 東大関         | 照ノ富士   | 15戦全勝       | （令和最初の）全勝同士の相星決戦。照ノ富士は平成生まれ初の相星決戦かつ平成生まれ初の全勝相星力士。白鵬最後の優勝。 |
| 2023年1月場所  | 西大関     | 貴景勝     | 掬い投げ   | 東前頭13       | 琴勝峰     | 12勝3敗        | 初の平成生まれ同士の相星決戦。 琴勝峰は関脇以下の力士として初の相星決戦登場。                                      |
| 2024年11月場所 | 東大関     | 琴櫻       | 叩き込み   | 西大関         | 豊昇龍     | 14勝1敗        | 史上初の大関同士の1敗同士での相星決戦。                                                                            |

- 太字は、対戦カードが2場所以上連続したことを示す。
- 他に1958年11月場所、東横綱初代若乃花12勝1敗1分、西大関3代朝潮13勝1敗で、相星ではないが勝った方が優勝（朝潮は引き分けでも優勝）となる千秋楽結びの相撲を取っている。朝潮が勝って14勝1敗。
- 戦前の15日制（1939年5月場所から1944年1月場所まで）では相星決戦はなかったが、唯一1943年5月場所、東横綱双葉山定次12勝2敗、西大関安藝ノ海節男13勝1敗で勝った方が優勝（安藝ノ海は引き分けでも優勝）となる相撲を取っている。双葉山が勝ってともに13勝2敗（ほかに西張出大関照國萬藏も同点）、当時優勝決定戦制度はなく、番付上位者優勝制度で、上位の双葉山が優勝した。
- 相星決戦が引き分けになった例は15日制では過去にない。それ以前では1923年1月場所で横綱栃木山と大関源氏山が8勝1敗同士で対戦して引き分けている。当時優勝決定戦制度はなく、番付上位者優勝制度で、上位の栃木山が優勝となった。
- 14連勝していながら全勝相星決戦で優勝できなかった例は6例がある幕内最高優勝の記録一覧#優勝同点回数も参考。
- 現在21世紀生まれ（2001年以後生まれ）で相星決戦になった力士は未登場、21世紀生まれの相星決戦勝者も未誕生。

## 記録など

### 相星決戦勝利数
- 2023年1月場所終了現在

| 順位     | 力士名             | 勝敗   | 勝敗内訳                                                          |
| -------- | ------------------ | ------ | ----------------------------------------------------------------- |
| 1位      | 大鵬幸喜           | 4勝1敗 | 朝潮1勝、柏戸1勝1敗、佐田の山2勝（全勝相星1勝1敗）                |
| 1位      | 北の湖敏満         | 4勝3敗 | 輪島2勝2敗、千代の富士2勝1敗                                      |
| 1位      | 千代の富士貢       | 4勝5敗 | 北の湖1勝2敗、隆の里1勝3敗、双羽黒（北尾）2勝（全勝相星1敗）      |
| 1位      | 貴乃花光司         | 4勝3敗 | 曙4勝1敗、武蔵丸2敗                                               |
| 5位      | 隆の里俊英         | 3勝1敗 | 千代の富士3勝1敗（全勝相星1勝）                                   |
| 5位      | 武蔵丸光洋         | 3勝0敗 | 貴乃花2勝、貴ノ浪1勝                                              |
| 5位      | 白鵬翔             | 3勝3敗 | 朝青龍1勝1敗、日馬富士2敗、鶴竜1勝、照ノ富士1勝（全勝相星1勝1敗） |
| 8位      | 若乃花幹士（初代） | 2勝0敗 | 栃錦2勝（全勝相星1勝）                                            |
| 8位      | 柏戸剛             | 2勝1敗 | 琴ヶ濱1勝、大鵬1勝1敗（全勝相星1勝1敗）                           |
| 8位      | 輪島大士           | 2勝2敗 | 北の湖2勝2敗                                                      |
| 8位      | 日馬富士公平       | 2勝0敗 | 白鵬2勝（全勝相星1勝）                                            |
| 12位タイ | （多数)            | 1勝    | （参考）現在、現役は琴櫻だけ。                                    |

### 相星決戦出場回数
- 2024年11月場所現在、相星決戦出場者は以下の表の31人、全勝相星決戦出場者は9人。

| 順位 | 力士名             | 回数 | 対戦内訳                                                    |
| ---- | ------------------ | ---- | ----------------------------------------------------------- |
| 1位  | 千代の富士貢       | 9回  | 北の湖3回、隆の里4回、双羽黒（北尾）2回（全勝相星1回）      |
| 2位  | 北の湖敏満         | 7回  | 輪島4回、千代の富士3回                                      |
| 2位  | 貴乃花光司         | 7回  | 曙5回、武蔵丸2回                                            |
| 4位  | 白鵬翔             | 6回  | 朝青龍2回、日馬富士2回、鶴竜1回、照ノ富士1回（全勝相星2回） |
| 5位  | 大鵬幸喜           | 5回  | 朝潮1回、柏戸2回、佐田の山2回（全勝相星2回）                |
| 5位  | 曙太郎             | 5回  | 貴乃花5回                                                   |
| 7位  | 輪島大士           | 4回  | 北の湖4回                                                   |
| 7位  | 隆の里俊英         | 4回  | 千代の富士4回（全勝相星1回）                                |
| 9位  | 柏戸剛             | 3回  | 琴ヶ濱1回、大鵬2回（全勝相星2回）                           |
| 9位  | 武蔵丸光洋         | 3回  | 貴乃花2回、貴ノ浪1回                                        |
| 9位  | 朝青龍明徳         | 3回  | 白鵬2回、栃東1回                                            |
| 12位 | 若乃花幹士 (初代)  | 2回  | 栃錦 2回（全勝相星1回）                                     |
| 12位 | 栃錦清隆           | 2回  | 若乃花2回（全勝相星1回）                                    |
| 12位 | 佐田の山晋松       | 2回  | 大鵬2回                                                     |
| 12位 | 双羽黒光司         | 2回  | 千代の富士2回                                               |
| 12位 | 日馬富士公平       | 2回  | 白鵬2回（全勝相星1回）                                      |
| 17位 | 琴ヶ濱貞雄         | 1回  | 柏戸1回                                                     |
| 17位 | 若嶋津六夫         | 1回  | 朝潮1回                                                     |
| 17位 | 朝潮太郎 (4代)     | 1回  | 若嶋津1回                                                   |
| 17位 | 小錦八十吉 (6代)   | 1回  | 霧島1回                                                     |
| 17位 | 霧島一博           | 1回  | 小錦1回                                                     |
| 17位 | 貴ノ浪貞博         | 1回  | 武蔵丸1回                                                   |
| 17位 | 魁皇博之           | 1回  | 千代大海1回                                                 |
| 17位 | 千代大海龍二       | 1回  | 魁皇1回                                                     |
| 17位 | 栃東大裕           | 1回  | 朝青龍1回                                                   |
| 17位 | 鶴竜力三郎         | 1回  | 白鵬1回                                                     |
| 17位 | 照ノ富士春雄       | 1回  | 白鵬1回（全勝相星1回）                                      |
| 17位 | 貴景勝貴信         | 1回  | 琴勝峰1回                                                   |
| 17位 | 琴勝峰吉成（現役） | 1回  | 貴景勝1回                                                   |
| 17位 | 琴櫻将傑           | 1回  | 豊昇龍1回                                                   |
| 17位 | 豊昇龍智勝         | 1回  | 琴櫻1回                                                     |

### 相星決戦対戦カード数
| 順位 | カード                           | 回数 |
| ---- | -------------------------------- | ---- |
| 1位  | 曙-貴乃花                        | 5回  |
| 2位  | 輪島-北の湖                      | 4回  |
| 2位  | 千代の富士-隆の里（全勝相星1回） | 4回  |
| 4位  | 北の湖-千代の富士                | 3回  |

### 相星決戦対戦カード連続場所数
| 順位 | カード            | 連続場所数 | 期間                          |
| ---- | ----------------- | ---------- | ----------------------------- |
| 1位  | 千代の富士-隆の里 | 4場所      | 1983年7月場所～1984年1月場所  |
| 2位  | 輪島-北の湖       | 2場所      | 1976年11月場所～1977年1月場所 |
| 2位  | 北の湖-千代の富士 | 2場所      | 1981年5月場所～1981年7月場所  |
| 2位  | 曙-貴乃花         | 2場所      | 1995年3月場所～1995年5月場所  |
| 2位  | 朝青龍-白鵬       | 2場所      | 2008年1月場所～2008年3月場所  |

## 備考
1. 1 2  結び前の一番
2. ↑  後の60代横綱双羽黒
3. ↑  14日目終了次点で他に東小結栃乃和歌と西前頭2枚目安芸ノ島にも優勝の可能性があったが、千秋楽に安芸ノ島は琴錦に、栃乃和歌は水戸泉にそれぞれ敗れて、優勝決定戦進出の権利を失った。
4. ↑  後の65代横綱貴乃花
5. ↑  14日目終了時点で他に西大関貴ノ浪にも優勝の可能性があったが、千秋楽に魁皇に敗れる